# Tubulanus holorhynchocoelomicus
Tubulanus holorhynchocoelomicus är en djurart som tillhör fylumet slemmaskar, och som beskrevs av Friedrich 1958. Tubulanus holorhynchocoelomicus ingår i släktet Tubulanus och familjen Tubulanidae. Inga underarter finns listade i Catalogue of Life.